# 尼韦勒河畔圣佩
尼韦勒河畔圣佩（法語：Saint-Pée-sur-Nivelle，法語發音：[sɛ̃ pe syʁ nivɛl]）是法国大西洋比利牛斯省的一个市镇，位于该省西部，属于巴约讷区和巴斯克地区城市公共社区。

## 地理
尼韦勒河畔圣佩（43°21'24"N, 1°33'2"W）面积65.08 平方千米，位于法国新阿基坦大区大西洋比利牛斯省，该省份为法国东南部省份，涵盖了贝阿恩与北巴斯克，西临大西洋比斯開灣，北至朗德省，东北接热尔省，东临上比利牛斯省，南与西班牙接壤。
与尼韦勒河畔圣佩接壤的市镇（或旧市镇、城区）包括：萨尔、阿埃茨、艾诺阿、阿尔康格、阿斯坎、圣让德吕兹、苏拉伊德、于斯塔里茨、巴斯坦、乌达克斯。
尼韦勒河畔圣佩的时区为UTC+01:00、UTC+02:00（夏令时）。

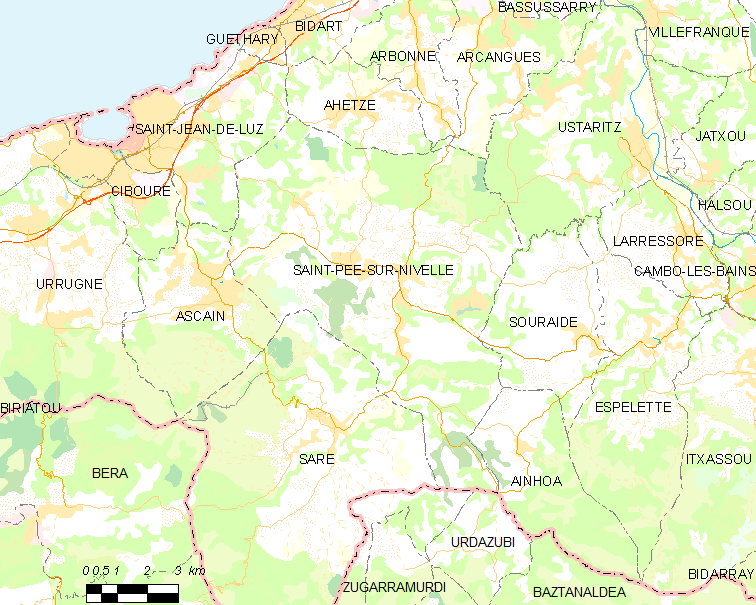
尼韦勒河畔圣佩的OSM定位图

## 行政
尼韦勒河畔圣佩的邮政编码为64310，INSEE市镇编码为64495。

## 政治
尼韦勒河畔圣佩所属的省级选区为于斯塔里茨-尼夫河与尼韦勒河谷县。

## 人口

1962-2008年间尼韦勒河畔圣佩人口变化图示

尼韦勒河畔圣佩于2022年1月1日时的人口数量为7238人。